# Sygnalista (demaskator)

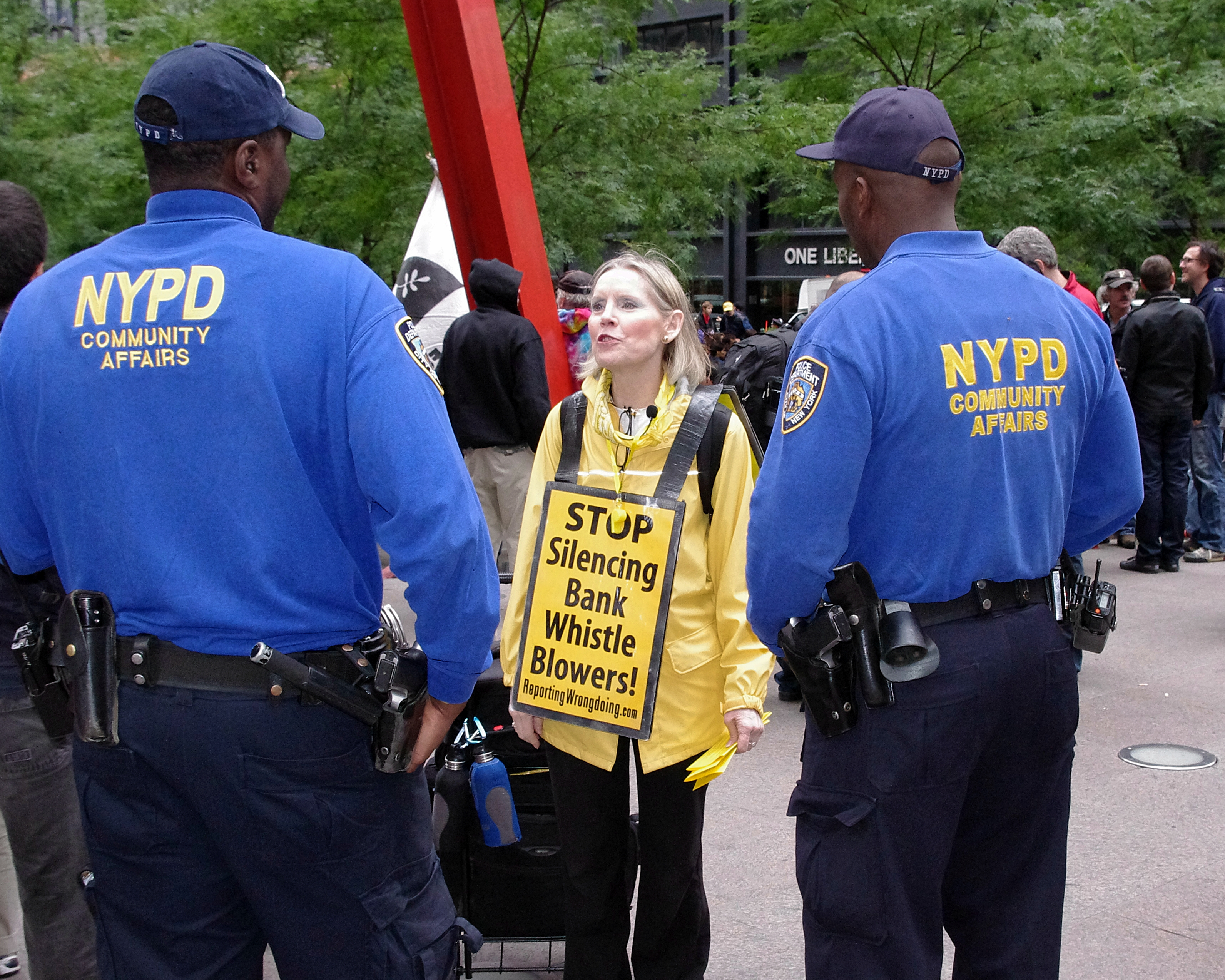
Kobieta demonstrująca przeciwko uciszaniu sygnalistów informujących o nieprawidłowościach w bankach (protest Occupy Wall Street, 2011)

Sygnalista, demaskator (ang. whistleblower, dosł. „człowiek dmuchający w gwizdek”) – osoba nagłaśniająca działalność, która według niej jest najprawdopodobniej nielegalna lub nieuczciwa. Jest to termin powstały i stosowany w anglosaskim kręgu kulturowym (Wielka Brytania, Stany Zjednoczone, Kanada, Australia, Nowa Zelandia).

## Działalność
Sygnalista informuje opinię publiczną o malwersacjach, aktach korupcji, naruszeniach przepisów i tym podobnych nieprawidłowościach mających miejsce w organizacji, w której pracuje. Jest to aktywność polegająca na zgłaszaniu przez pracownika osobom odpowiedzialnym za sprawy etyczne i dyscyplinarne przypadki nieuczciwości, nierzetelności lub złamania zasad etycznych albo prawa przez innych pracowników. Konsekwencją takiego czynu bywa mobbing: demaskator może mieć problemy w swoim środowisku pracy, doznawać prześladowania i poniżania przez zwierzchników i współpracowników.
Według Aleksandry Kobylińskiej z Instytutu Spraw Publicznych sygnalista to: osoba, która decyduje się opowiedzieć przełożonym lub innym organom do tego przeznaczonym o nadużyciach w swoim miejscu pracy. Z tego tytułu często narażona jest na działanie odwetowe ze strony pracodawców. Tacy pracownicy zwykle motywowani są troską o interes organizacji, ale nie napotykają na odpowiednią reakcję kierownictwa.
Niekiedy dzieli się sygnalistów na wewnętrznych i zewnętrznych. Sygnalista wewnętrzny jest osobą zatrudnioną w danej organizacji, natomiast zewnętrzny jest kimś spoza niej lub byłym pracownikiem przedsiębiorstwa.

## Sygnaliści

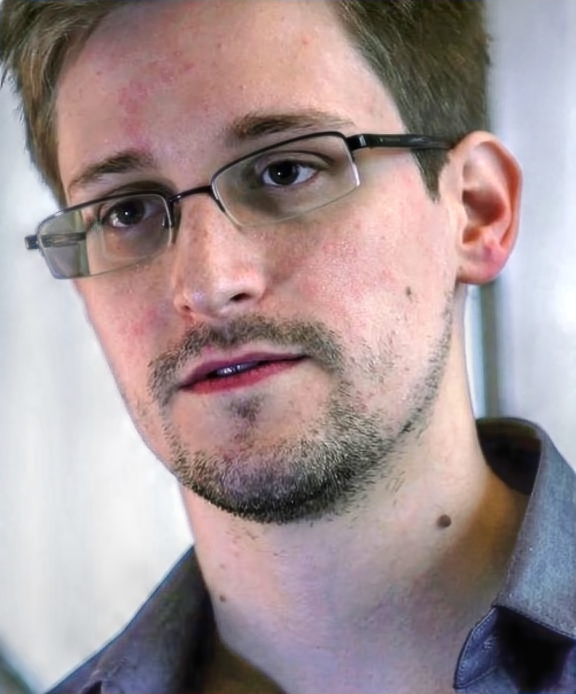
Edward Snowden

### Sytuacja w wybranych państwach
W niektórych państwach, np. w Stanach Zjednoczonych, istnieje instytucja chroniąca sygnalistów, National Whistleblower Center. Działa we wszystkich stanach i zajmuje się lobbingiem na rzecz ochrony sygnalistów. Ustawa Sarbanesa-Oxleya z 2002 roku terminem whistleblowers nazywa pracowników publicznie notowanych spółek, którzy uczestniczą w śledztwie w sprawie oszustw w tych spółkach. Zapewnia im ochronę prawną przed zemstą ze strony menadżerów (grzywna lub nawet 10 lat więzienia).
Uważa się, że w Polsce sygnaliści są głównym źródłem informacji o nieprawidłowościach w firmach i zakładach pracy. W 2014 Fundacja im. Stefana Batorego wydała film poświęcony przypadkom represji i mobbingu wobec sygnalistów w Polsce.

### Dyrektywa o ochronie sygnalistów
Aktualne przepisy prawne od pewnego czasu nakładają na instytucje z sektora finansowego obowiązek posiadania procedur umożliwiających anonimowe zgłaszanie naruszeń prawa. Konieczność wdrożenia odpowiednich procedur zgłaszania i zapewniania ochrony sygnalistom przez różne przedsiębiorstwa wynika z dyrektywy Unii Europejskiej, a mianowicie z dyrektywy Parlamentu Europejskiego i Rady (UE) 2019/1937 z 23 października 2019 r., regulującej kwestie ochrony osób zgłaszających naruszenia prawa w ramach Unii Europejskiej, nazywanej powszechnie dyrektywą o ochronie sygnalistów.

### Ustawa o ochronie sygnalistów
Polska przedstawiła projekt ustawy o ochronie osób zgłaszających naruszenia prawa, który miał na celu wprowadzenie dyrektywy unijnej, ale nie przeszedł on przez proces legislacyjny, w związku z czym Polska nie dotrzymała terminów wdrożenia dyrektywy.
W marcu 2024 pojawił się nowy projekt ustawy (datowany na 26 lutego 2024), o ochronie sygnalistów, który zastąpił projekt ustawy o ochronie osób zgłaszających naruszenia prawa. Ustawa uchwalona została 14 czerwca 2024 roku, a weszła w życie 24 czerwca 2024 roku po podpisie prezydenta Andrzeja Dudy. Ogłoszona została w Elektronicznym Dzienniku Ustaw pod numerem 928. 
Na pracodawców zatrudniających co najmniej 50 pracowników (również na umowie cywilnoprawnej) nałożony zostanie obowiązek prowadzenia wewnętrznego kanału zgłaszania naruszeń przez sygnalistów. Limit ten nie będzie dotyczył podmiotów działających w określonym przed Dyrektywę obszarze jak chociażby zapobieganiu praniu pieniędzy i finansowaniu terroryzmu. Obowiązek prowadzenia wewnętrznych kanałów zgłoszeń obejmie również gminy posiadające co najmniej 10 000 mieszkańców. Sygnaliści w Polsce będą zatem chronieni prawem również poprzez zakaz działań odwetowych.

### Przykłady
W 2002 roku za działalność tego rodzaju tytuł Człowieka Roku tygodnika „Time” przyznano pracownikom Federalnego Biura Śledczego, Worldcomu i Enronu.
W 2006 Julian Assange stworzył serwis WikiLeaks, który umożliwiał sygnalistom bezpieczną publikację tajnych dokumentów.
W 2013 Edward Snowden ujawnił na łamach prasy kilkaset tysięcy poufnych, tajnych i ściśle tajnych dokumentów NSA, co zostało opisane przez prasę jako największy wyciek tajnych informacji w historii USA. Przez swoje działania jest poszukiwany przez władze USA pod zarzutem ujawnienia tajemnic państwowych i szpiegostwa.
W 2019 pielęgniarka Bogumiła Sawicka, zauważając podejrzane kroplówki podawane sportowcom klubu Pogoń Siedlce, poinformowała Polską Agencję Antydopingową. Sportowcom dożylnie podawano suplementy w dawce 10 razy większej niż dopuszczalna, która może pomóc wypłukać z organizmu substancje zabronione, jednak jest też niebezpieczna dla zdrowia. Za swoją działalność pielęgniarka spotkała się z ostracyzmem w miejscu pracy i z ostracyzmem społecznym.

### Programy i systemy do obsługi sygnalistów.
Na fali popularności tematu sygnalistów w Polsce powstało wiele rozwiąząń informatycznych ułatwiających stworzenie wewnętrznego czy zewnętrznego kanału zgłoszeń.